# Aleksander Szczygło

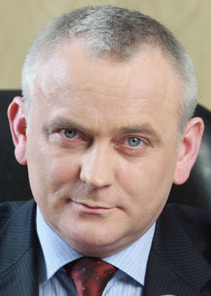
Aleksander Szczygło (2010)

Aleksander Marek Szczygło (* 27. Oktober 1963 in Jeziorany; † 10. April 2010 in Smolensk, Russland) war ein polnischer Jurist und Politiker (PiS). Er war Abgeordneter des Sejm von 2001 bis 2006 und von 2007 bis 2009 in der IV., V. und VI. Wahlperiode. Er war Chef der Präsidialkanzlei Lech Kaczyńskis vom 2. August 2006 bis zum 7. Februar 2007 und seitdem Verteidigungsminister in der Regierung Jarosław Kaczyńskis bis zur Vereidigung des Kabinetts der Regierung Donald Tusks am 16. November 2007.

## Ausbildung
Im Jahr 1990 beendete er das Studium an der Abteilung für Recht und Verwaltung der Universität Danzig unter der Leitung Lech Kaczyńskis. 1996 beendete er ein Aufbaustudium für Verwaltungsangestellte aus Ost- und Mitteleuropa an der University of Wisconsin–Madison; er war auch Praktikant im Kongress der Vereinigten Staaten.

## Berufliche und politische Karriere
In den Jahren 1990 und 1991 arbeitete er als Assistent des Senators Lech Kaczyński des Obywatelski Klub Parlamentarny (OKP) (deutsch Parlamentarischer Bürger-Klub) in Danzig. Gleichzeitig arbeitete er in der Rechtsabteilung der Gewerkschaft Solidarność. Auch seine berufliche Karriere war mit der Person Lech Kaczyńskis verbunden: 1991 bis 1992 arbeitete er als Spezialist für Gesetzgebung in dem von Kaczyński geführten Biuro Bezpieczęstwa Narodowego (deutsch Büro für nationale Sicherheit) und nach der Berufung Kaczyńskis zum Vorsitzenden des Obersten Rechnungshofes der Republik Polen (Najwyższa Izba Kontroli (NIK)) wurde er dessen Büroleiter; er verblieb dort bis 1995.
1997 wurde er Berater des Obersten Inspektors der Nationalen Arbeits-Inspektion. 1997 bis 2000 arbeitete er als Direktor der Abteilung Information und Europäische Entwicklung im Amt des Komitees für Europäische Integration. 2001 war er Berater der PKO-Bank.
Bei der Parlamentswahl 2001 wurde auf der Liste der Prawo i Sprawiedliwość in den Sejm gewählt. Eine Wiederwahl erfolgte am 25. September 2005. 2004 war er zudem kurzzeitig Mitglied des Europäischen Parlaments, verpasste aber die Wahl bei der ersten Europawahl nach dem EU-Beitritt Polens. Als Parlamentarier widmete er sich hauptsächlich der Frage der Europäischen Integration. Am 23. Dezember 2005 wurde er auf den Posten eines Staatssekretärs im Verteidigungsministerium berufen. Auf diesem Posten verblieb er bis zum 2. August 2006. An diesem Tag erhielt er die Funktion des Chefs der Präsidialkanzlei, womit er zugleich sein Abgeordnetenmandat aufgab.
Am 5. Februar 2007 kam vom Vorsitzenden des Ministerrats Jarosław Kaczyński der Vorschlag, er solle Nachfolger von Radosław Sikorski als Verteidigungsminister werden, der zurückgetreten war. Die offizielle Berufung in den Ministerrat durch Präsident Lech Kaczyński erfolgte am 7. Februar 2007. Am 14. März erhielt er die Bestätigung des Nationalen Sicherheitsrats (Rada Bezpieczeństwa Narodowego). Bei der Parlamentswahl 2007 kehrte er in den Sejm zurück. Aufgrund des folgenden Regierungswechsels verlor er jedoch sein Ministeramt. Am 15. Januar 2009 wurde er zum Leiter des Büros für nationale Sicherheit ernannt. Daraufhin schied er aus dem Sejm aus.
Am 10. April 2010 gehörte Szczygło zu einer polnischen Delegation um Staatspräsident Lech Kaczyński, die anlässlich des siebzigsten Jahrestages des Massakers von Katyn zur Gedenkstätte nach Russland reisen sollte. Bei einem Flugzeugunfall der Delegation nahe dem Militärflugplatz Smolensk-Nord kam er jedoch gemeinsam mit weiteren hochrangigen Repräsentanten Polens ums Leben. Er wurde am 21. April auf dem Powązki-Militärfriedhof beerdigt.

## Ehrungen
Postum wurde Szczygło am 16. April 2010 das Komturkreuz mit Stern des Ordens Polonia Restituta verliehen.